# Gary Cooper
Gary Cooper   (Helena, 7 de maig de 1901 - Beverly Hills, 13 de maig de 1961) va ser un actor estatunidenc amb una carrera professional molt prolífica. Va participar en més d'un centenar de pel·lícules en menys de 40 anys, treballant amb els directors més importants del període "clàssic" de Hollywood i amb les actrius més conegudes, esdevenint una de les estrelles del cinema més populars de la seva època. El seu estil sobri i natural i la seva presència peculiar (era molt alt, amb un tarannà desmanegat) en van fer la icona de «l'americà ideal», íntegre, noble i galant. Va actuar sobretot en westerns i altres pel·lícules d'aventures, però també va brillar en films més lleugers i romàntics. Va estar nominat cinc vegades als Oscars i en va guanyar dos. L'American Film Institute (AFI) va posicionar Cooper al número 11 de la seva llista de les 25 estrelles masculines més grans del cinema clàssic de Hollywood.
|

## Primers anys

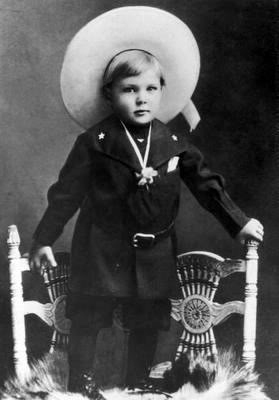
Cooper vestit de vaquer, 1903.

Frank James Cooper va néixer a Helena, Montana, una regió rural dels Estats Units, fill d'agricultors anglesos que hi havien emigrat; tenia un germà gran, Arthur Le Roy. El seu pare, Charles Henry Cooper (1865–1946), va esdevenir jutge de la Cort Suprema d'aquest Estat. Cooper va assistir a la Central Grade School a Helena. La seva mare, Alice Cooper (née Brazier; 1873–1967), va preferir educar els seus dos fills a Anglaterra, en un entorn més selecte a partir de 1909, incribint-los a la Dunstable Grammar School a Dunstable, Bedfordshire. Mentre estaven allà, els germans Cooper vivien amb els cosins del seu pare, William i Emily Barton, a casa seva a Houghton Regis. Cooper va estudiar història llatina, francesa i anglesa a Dunstable fins al 1912. Tot i que es va adaptar a la disciplina escolar anglesa i va aprendre les gràcies socials necessàries, mai es va adaptar als collars d'Eton formals que havia de portar. Va rebre la seva confirmació a l'Església d'Anglaterra a l'Església de Tots els Sants a Houghton Regis el 3 de desembre de 1911. L'estada, però, fou de curta durada, ja que, veient venir la Primera Guerra Mundial, La seva mare va acompanyar els seus fills de tornada als Estats Units l'agost de 1912 i Cooper va reprendre els seus estudis a la Johnson Grammar School d'Helena.
Als 15 anys es va lesionar el maluc en un accident de cotxe. Per a recuperar-se, el metge li va recomanar que muntés a cavall i, per a fer-ho, se'n va tornar a viure al ranxo dels seus pares a Montana. Durant aquesta època es va fer amic d'una veïna, la futura actriu Myrna Loy, que llavors tenia 10 anys.
El 1919, el seu pare va organitzar-li l'assistència a la Gallatin County High School a Bozeman, Montana, on la professora d'anglès Ida Davis el va animar a centrar-se en l'àmbit acadèmic i a participar en debats i dramatúrgies. Més tard, Cooper va anomenar Davis «la dona en part responsable que abandonés la feina de cowboy i anés a la universitat».
Cooper encara anava a l'escola secundària el 1920, quan va fer tres cursos d'art a Montana Agricultural College a Bozeman. El seu interès per l'art es va inspirar anys abans per les pintures occidentals de Charles Marion Russell i Frederic Remington. Cooper admirava i va estudiar especialment el treball Lewis and Clark Meeting Indians at Ross' Hole (1910) de Russell, que encara es conserva a l'edifici del capitoli estatal d'Helena.
El 1922, per continuar la seva educació artística, Cooper es va matricular al Grinnell College a Grinnell, Iowa. Va tenir un bon rendiment acadèmic en la majoria dels seus cursos, però no va ser acceptat al club de teatre de l'escola. Els seus dibuixos i aquarel·les es van exposar a tot el dormitori, i va ser nomenat editor d'art per a l'anuari de la universitat. Durant els estius de 1922 i 1923, Cooper va treballar al Parc Nacional de Yellowstone com a guia turístic conduint els autobusos grocs descoberts. Malgrat els prometedors primers 18 mesos a Grinnell, va deixar la universitat sobtadament el febrer de 1924, va passar un mes a Chicago buscant feina com a artista i després va tornar a Helena, on va vendre caricatures editorials al diari local Independent.
A la tardor de 1924, el pare de Cooper va deixar el banc de la Cort Suprema de Montana i es va traslladar amb la seva dona a Los Angeles per administrar els béns de dos parents, i Cooper es va reunir amb els seus pares al novembre a petició del seu pare, dient-se que "posats a morir-se de gana, val més fer-ho allà on fa calor que allà on fa fred".

## Carrera

### Cinema mut

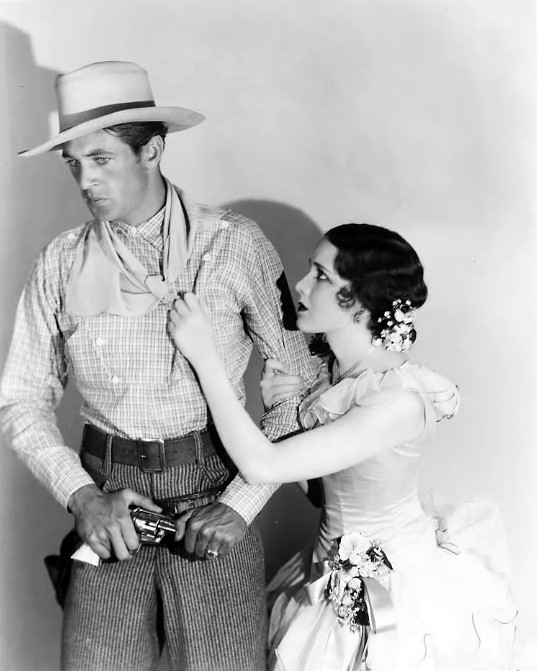
Cooper i Mary Brian a El virginià, 1929.

Després de tres mesos poc reeixits com a dibuixant, va conèixer dos amics de Montana, que treballaven com a figurants i genets especialistes en pel·lícules Western de baix pressupost per al petits estudis de cinema a Poverty Row. El van presentar a un altre vaquer de Montana, el campió de rodeo Jay "Slim" Talbot, que el va portar a veure un director de càsting. Volant diners per a un curs d'art professional, Cooper va treballar com a extra de pel·lícula per 5 dòlars al dia i com a genet especialista per 10 dòlars. Cooper i Talbot es van convertir en amics íntims i companys de caça, i Talbot després va treballar com a doble i substitut de Cooper durant més de tres dècades.
Com que hi havia molts actors anomenats "Frank Cooper", va canviar el seu nom pel de "Gary" seguint el consell d'un agent de càsting, Nan Collins, que era originari de la vila de Gary a Indiana. Cooper immediately liked the name.
A poc a poc, va començar a aconseguir papers acreditats que li oferien més temps de pantalla, en pel·lícules com Tricks (1925), en què interpretava l'antagonista de la pel·lícula, i el curtmetratge Lightnin' Wins (1926). Com a actor destacat, va començar a cridar l'atenció dels principals estudis de cinema. L'1 de juny de 1926, Cooper va signar un contracte amb Samuel Goldwyn Productions per 50 dòlars setmanals.
El primer paper important de Cooper va ser un paper secundari a The Winning of Barbara Worth (1926) protagonitzada per Ronald Colman i Vilma Bánky, en què interpreta a un jove enginyer que ajuda a un pretendent rival a salvar la dona que estima i el seu poble d'un desastre imminent de la presa. L'experiència de Cooper vivint entre els vaquers de Montana va donar a la seva actuació una «autenticitat instintiva», segons el biògraf Jeffrey Meyers. La pel·lícula va ser un gran èxit. Els crítics van destacar a Cooper com una «nova personalitat dinàmica» i una futura estrella. Goldwyn es va afanyar a oferir a Cooper un contracte a llarg termini, però va tenir un acord millor: un contracte de cinc anys amb Jesse L. Lasky a Paramount Pictures per 175 dòlars la setmana. Va rodar tres pel·lícules seguides amb Clara Bow, la "garçonne" del cinema dels anys 20, amb la qual va viure el seu primer amor hollywoodià.

### Estrellat a Hollywood

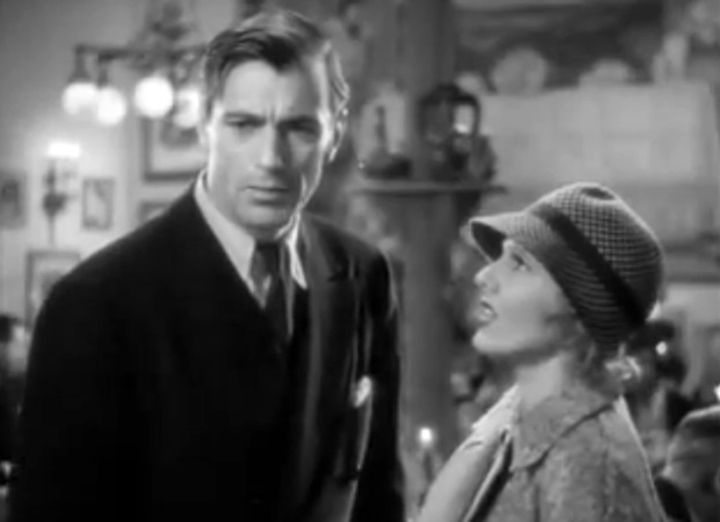
Amb Jean Arthur a Mr. Deeds Goes To Town (1936).

Va ser amb el seu primer film sonor, El virginià (1929) que va adquirir la categoria d'estrella, confirmant-ho l'any següent a Morocco, junt amb Marlene Dietrich. A partir d'aquí es va convertir en un dels actors que aconseguia fer vendre més entrades, passant del paper d'aventurer (amb pel·lícules com Adéu a les armes, de Frank Borzage l'any 1932 i The Lives of a Bengal Lancer de Henry Hathaway, el 1935) al d'heroi romàntic i innocent (Design for Living d'Ernst Lubitsch el 1933 o Somni d'amor etern, també de Hathaway, 1935). Cooper es va canviar el seu nom legalment a "Gary Cooper" l'agost de 1933.
L'any 1936, gràcies al film Mr. Deeds Goes To Town de Frank Capra, es va forjar definitivament el seu personatge d'americà amb el cor tendre. Aquesta interpretació, a més, va proporcionar-li la seva primera nominació als Oscars.
A finals de 1936, Paramount estava preparant un nou contracte per a Cooper que augmentaria el seu sou a 8.000 dòlars setmanals, quan Cooper va signar un contracte amb Samuel Goldwyn per a sis pel·lícules durant sis anys amb una garantia mínima de 150.000 dòlars per pel·lícula. Paramount va presentar una demanda contra Goldwyn i Cooper, i el tribunal va decidir que el nou contracte de Cooper amb Goldwyn donava a l'actor el temps suficient per respectar també el seu acord amb Paramount. Cooper va continuar fent pel·lícules amb ambdós estudis, i el 1939, el Departament del Tresor dels Estats Units va informar que Cooper tenia el salari més alt del país, amb 482.819 $ de l'època.
En contrast amb la seva producció l'any anterior, Cooper va aparèixer en una sola pel·lícula el 1937, la pel·lícula d'aventures de Henry Hathaway Souls at Sea. Un fracàs de crítica i de taquilla, Cooper s'hi referia com la seva «quasi pel·lícula», dient: «Va ser gairebé emocionant, i gairebé interessant. I jo vaig ser gairebé bo.» El 1938, va aparèixer a la pel·lícula biogràfica d'Archie MayoLes aventures de Marco Polo. Plagada de problemes de producció i un dèbil guió, la pel·lícula es va convertir en el fracàs més gran de Goldwyn fins llavors, perdent 700.000 dòlars. Durant aquest període, Cooper va rebutjar diversos papers importants, inclòs el paper de Rhett Butler a Allò que el vent s'endugué. Cooper va ser la primera opció del productor David O. Selznick per al paper. Va fer diverses proves a l'actor, però Cooper tenia dubtes sobre el projecte, i no se sentia adequat per al paper. Cooper va admetre més tard: «Era un dels millors papers mai oferts a Hollywood... Però vaig dir que no. No em veia tan atractiu, i més tard, quan vaig veure Clark Gable interpretar el paper a la perfecció, sabia que tenia raó.» També va refusar de treballar amb John Ford a Stagecoach (1939) i amb Alfred Hitchcock a Enviat especial (1940).

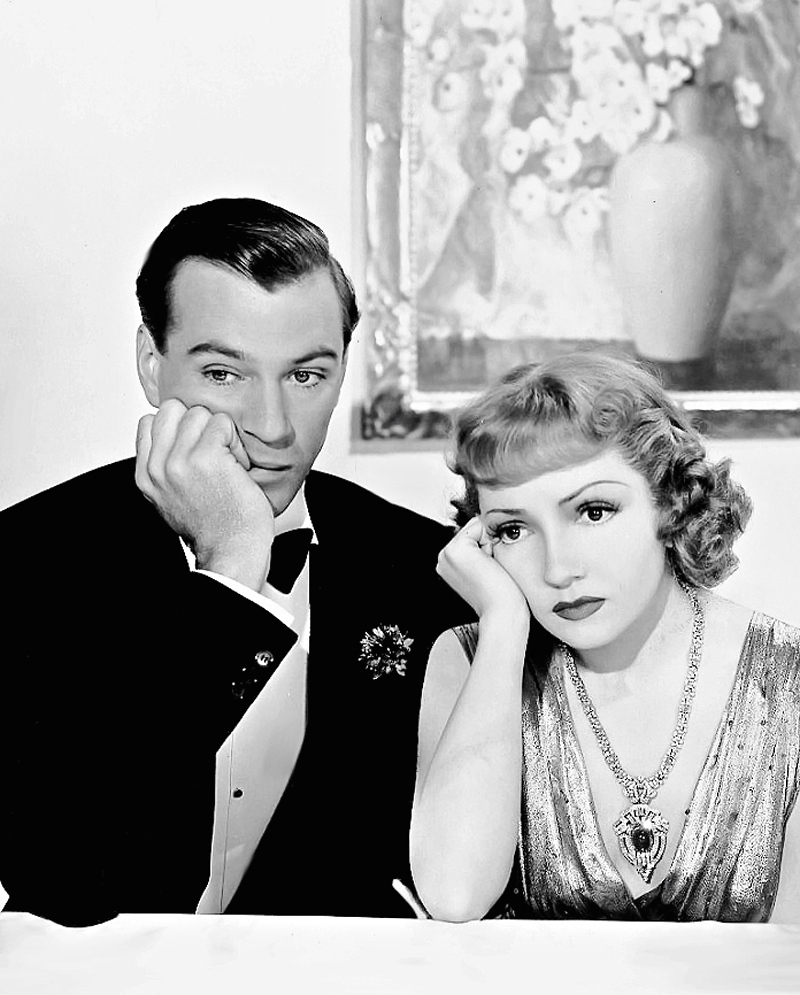
Cooper i Claudette Colbert a Bluebeard's Eighth Wife, 1938.

De tornada a Paramount, Cooper va tornar a un gènere més còmode a la comèdia romàntica Bluebeard's Eighth Wife (1938) d'Ernst Lubitsch, amb Claudette Colbert. Interpreta a un ric home de negocis nord-americà a França que s'enamora de la filla d'un aristòcrata empobrit i la convenç perquè es converteixi en la seva vuitena dona. Malgrat el guió intel·ligent de Charles Brackett i Billy Wilder, i les actuacions sòlides de Cooper i Colbert, el públic nord-americà va tenir problemes per acceptar Cooper en el paper d'un filandro poc profund. Només va tenir èxit de taquilla al mercat europeu.
A la tardor de 1938, Cooper va aparèixer a la comèdia romàntica The Cowboy and the Lady d'H. C. Potter, amb Merle Oberon, sobre un vaquer de rodeo de caràcter dolç que s'enamora de la filla adinerada d'un aspirant a la presidència, creient que és una senyora pobra i treballadora. Els esforços de tres directors i diversos guionistes eminents no van poder salvar el que podria haver estat un bon vehicle per a Cooper. Tot i que més èxit que la seva predecessora, la pel·lícula va ser el quart fracàs consecutiu de taquilla de Cooper al mercat americà.
En els propers dos anys, Cooper va ser més exigent amb els papers que acceptava i va fer quatre pel·lícules d’aventura i de l'oest amb èxit. A la pel·lícula d'aventures Beau Geste (1939) de William A. Wellman, interpreta a un dels tres atrevits germans anglesos que s'uneixen a la Legió Estrangera francesa al Sàhara per lluitar contra les tribus locals. Filmat a les mateixes ubicacions del Desert de Mojave que la versió original de 1926 amb Ronald Colman, Beau Geste va proporcionar a Cooper uns escenaris magnífics i exòtics, una acció de gran esperit i un paper adaptat a la seva personalitat i personatge de la pantalla. This was the last film in Cooper's contract with Paramount.
A La jungla en armes (1939) de Henry Hathaway, interpreta a un metge militar que acompanya un petit grup d'oficials de l'exèrcit nord-americà a les Filipines per ajudar els filipins cristians a defensar-se dels radicals musulmans. Molts crítics de cinema van lloar l'actuació de Cooper, inclòs l'autor i crític de cinema Graham Greene, que va reconèixer que «mai havia actuat millor».
Cooper va tornar al gènere de l'oest a El foraster (1940) de William Wyler amb Walter Brennan i Doris Davenport, sobre un vaquer a la deriva que defensa els masovers contra el Roy Bean, un jutge corrupte, conegut com «la llei a l'oest del Riu Pecos».

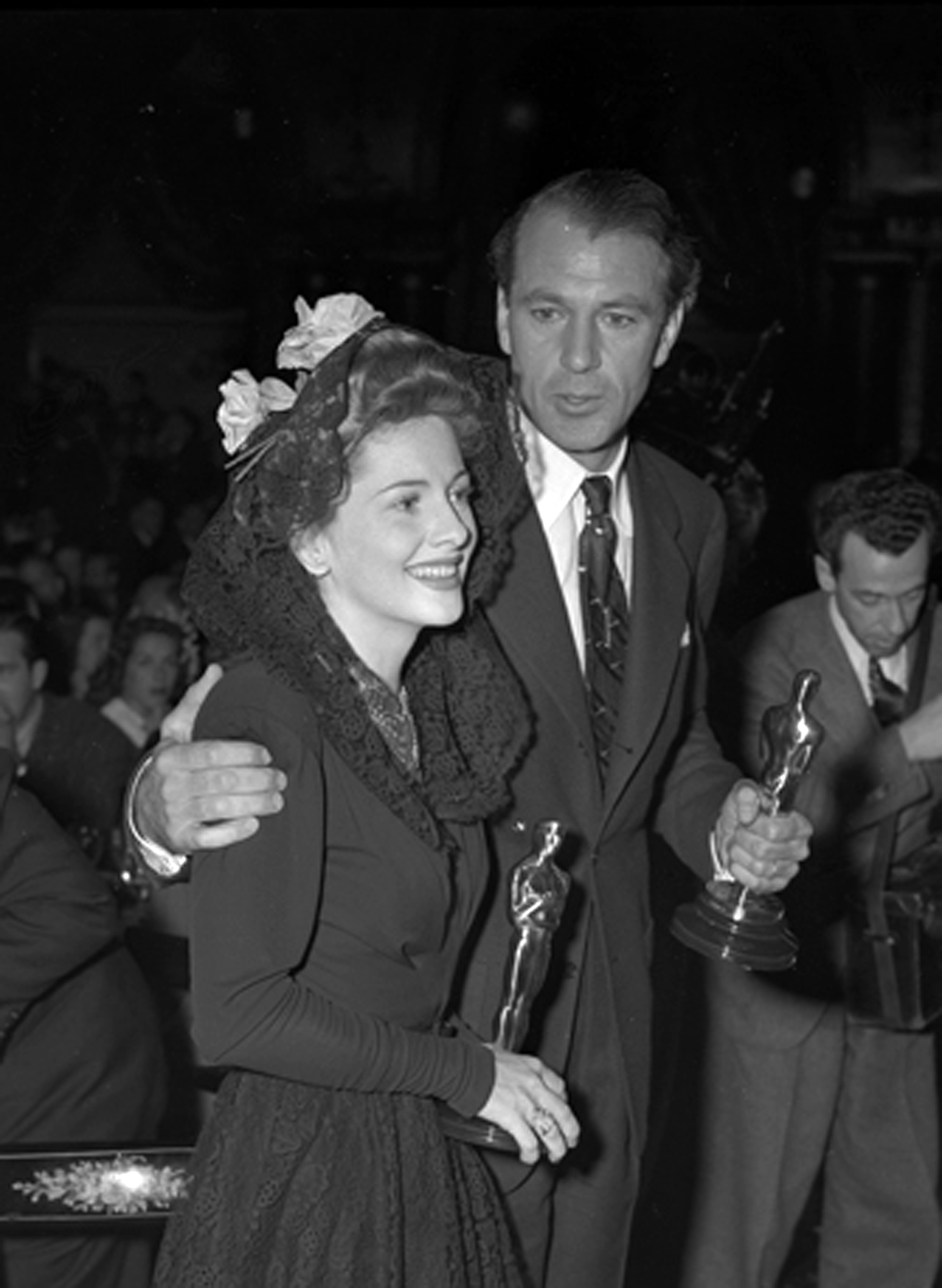
Joan Fontaine i Cooper als Premis Oscar de 1941.

El guionista Niven Busch es va basar en l'extens coneixement de Cooper de la història del Far West mentre treballava en el guió. La pel·lícula va rebre crítiques positives i va anar bé a taquilla, amb els crítics lloant les interpretacions dels dos actors principals. Aquell mateix any, Cooper va aparèixer en el seu primer llargmetratge totalment a Technicolor, la pel·lícula d'aventures de Cecil B. DeMille North West Mounted Police (1940). A la pel·lícula, Cooper interpreta a un membre dels Rangers de Texas que persegueix un proscrit a l'oest del Canadà, on uneix forces amb la Policia Muntada del Canadà que persegueix el mateix home, un líder de la Rebel·lió del Nord-Oest. Tot i que no és tan popular entre els crítics com la seva predecessora, la pel·lícula va ser un altre èxit de taquilla, la sisena més taquillera de 1940.

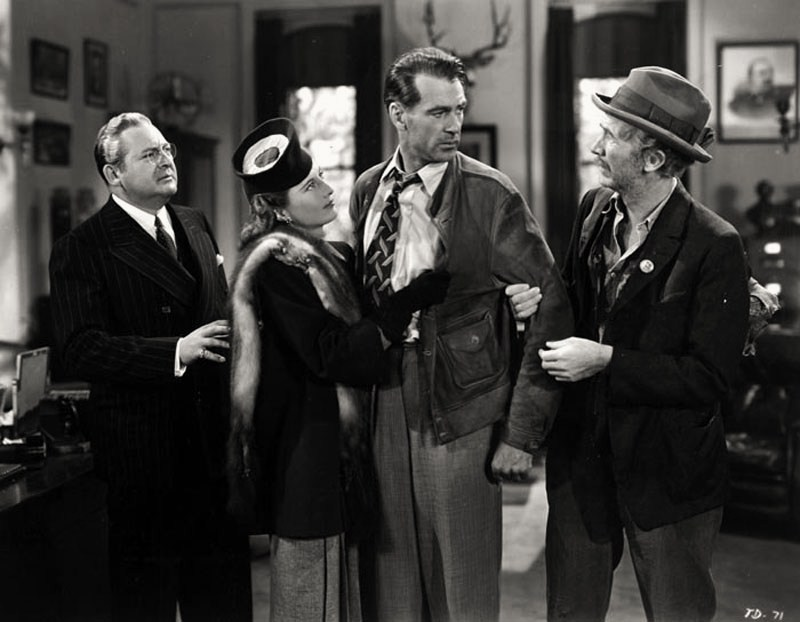
Edward Arnold, Barbara Stanwyck, Cooper i Walter Brennan a Meet John Doe, 1941.

Els primers anys dels anys 40 van ser els més destacats de Cooper com a actor. En un període relativament curt, va aparèixer en cinc pel·lícules populars i reeixides de la crítica que van produir algunes de les seves millors actuacions. Quan Frank Capra li va oferir el paper principal a Meet John Doe abans que Robert Riskin fins i tot desenvolupés el guió, Cooper va acceptar l'oferta del seu amic dient: «està bé, Franki, no necessito un guió». A la pel·lícula, Cooper interpreta a Long John Willoughby, un llançador de la lliga bush, contractat per un diari per fer-se passar per un home que es compromet a suïcidar-se la vigília de Nadal per protestar contra la hipocresia i la corrupció del país. Considerada per alguns crítics com la millor pel·lícula de Capra fins aquell moment, Meet John Doe es va rebre com un "esdeveniment nacional" amb Cooper apareixent a la portada de Time el 3 de març de 1941. En la seva ressenya al New York Herald Tribune, Howard Barnes va qualificar l'actuació de Cooper d'un "retrat esplèndid i absolutament persuasiu" i va elogiar la seva "actuació totalment realista que es presenta amb tanta autoritat".
Aquell mateix any, Cooper va fer dues pel·lícules amb el director i bon amic seu Howard Hawks. A la pel·lícula biogràfica El sergent York, Cooper encarna l'heroi de guerra Alvin York, un dels soldats nord-americans més condecorats a la I Guerra Mundial. La pel·lícula narra els primers dies de York a Tennessee, la seva conversió religiosa i la seva posterior pietat, la seva posició com a objector de consciència i finalment, les seves accions heroiques a la Batalla del Bosc d'Argonne, que li van valer la Medalla d'Honor. Inicialment, Cooper estava nerviós i incert sobre interpretar un heroi viu, així que va viatjar a Tennessee per visitar York a casa seva, i els dos homes tranquils van establir una relació immediata i van descobrir que tenien molt en comú. Inspirat per l'encoratjament de York, Cooper va oferir una actuació que Howard Barnes del New York Herald Tribune va anomenar «d'una convicció i versatilitat extraordinàries», i que Archer Winston del New York Post va anomenar «una de les seves millors». Després de l'estrena de la pel·lícula, Cooper va rebre la Medalla de Ciutadania Distinguda pels Veterans de Guerres Estrangeres per la seva "poderosa contribució a la promoció del patriotisme i la lleialtat". York va admirar l'actuació de Cooper i va ajudar a promocionar la pel·lícula per a Warner Bros. El sergent York es va convertir en la pel·lícula més taquillera de l'any i va ser nominada a 11 premis Oscar. En acceptar el seu primer Oscar al millor actor de mans del seu amic James Stewart, Cooper va dir: «Va ser el sergent Alvin York qui va guanyar aquest premi. Shucks, porto 16 anys al negoci i de vegades somiava que podria aconseguir un d'aquests. Això és tot el que puc dir... És divertit quan somiava sempre feia un millor discurs.»
Cooper va concloure l'any de tornada a Goldwyn amb Howard Hawks per fer la comèdia romàntica Bola de foc amb Barbara Stanwyck. A la pel·lícula, Cooper interpreta a un tímid professor de lingüística que dirigeix un equip de set estudiants que escriuen una enciclopèdia. Mentre investiga l'argot, coneix la coqueta stripper burlesca interpretada per Stanwyck, Sugarpuss O'Shea, que treu la pols de la seva vida de llibres. El guió de Charles Brackett i Billy Wilder va oferir a Cooper l'oportunitat d'exercir tota la gamma de les seves habilitats de comèdia lleugera. A la seva ressenya per al New York Herald Tribune, Howard Barnes va escriure que Cooper va gestionar el paper amb «gran habilitat i èmfasi còmica» i que la seva interpretació va ser «totalment encantadora». Tot i que de petita escala, Bola de foc va ser una de les pel·lícules més taquilleras de l'any i la quarta pel·lícula consecutiva de Cooper entre les 20 primeres de taquilla.
L'única aparició de Cooper al cinema el 1942 també va ser la seva última sota el seu contracte amb Goldwyn. A la pel·lícula biogràfica de Sam Wood L'orgull dels ianquis, Cooper interpreta l'estrella del beisbol Lou Gehrig, que va establir un rècord amb els New York Yankees per jugar en 2.130 partits consecutius. Cooper es va mostrar reticent a interpretar el set vegades All-Star, que havia mort l'any anterior d'Esclerosi lateral amiotròfica (ara anomenada comunament «malaltia de Lou Gehrig»). Més enllà dels reptes de representar eficaçment una figura tan popular i reconeguda a nivell nacional, Cooper sabia molt poc sobre el beisbol i no era esquerrà com Gehrig.
Després que la vídua de Gehrig va visitar l'actor i va expressar el seu desig que interpretés el seu marit, Cooper va acceptar el paper que va cobrir un període de 20 anys de la vida de Gehrig: el seu amor pel beisbol des de ben jove, el seu ascens a la grandesa, el seu matrimoni amorós i la seva lluita contra la malaltia, que va culminar amb el seu discurs de comiat al Yankee Stadium el 4 de juliol de 1939, davant 62.000 aficionats. Cooper va aprendre ràpidament els moviments físics d'un jugador de beisbol i va desenvolupar un swing fluid i creïble. El problema de lateralitat es va resoldre invertint la impressió de certes escenes de bateig. La pel·lícula va ser una de les 10 més taquilleres de l'any i va rebre 11 nominacions als premis de l'Acadèmia, incloent la millor pel·lícula i el millor actor (la tercera nominació de Cooper).

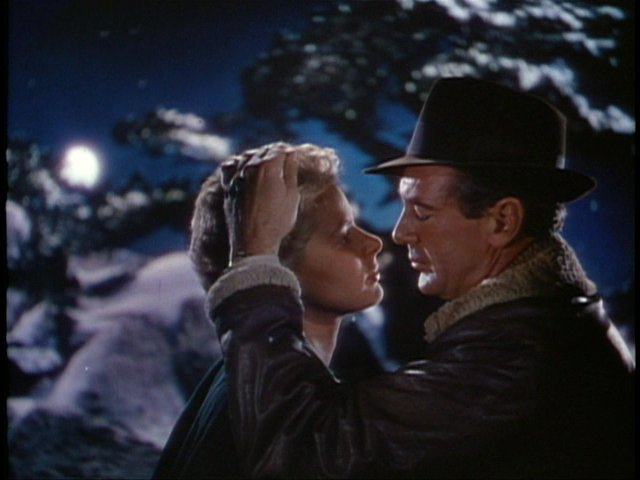
Amb Ingrid Bergman a For Whom The Bell Tolls (1943).

Poc després de la publicació de la novel·la d'Ernest Hemingway For Whom the Bell Tolls, Paramount va pagar 150.000 dòlars pels drets de la pel·lícula amb la intenció expressa d'escollir Cooper en el paper principal de Robert Jordan, un expert nord-americà en explosius que lluita al costat dels llealistes republicans durant la Guerra Civil Espanyola. El director original, Cecil B. DeMille, va ser reemplaçat per Sam Wood, que va incorporar Dudley Nichols per al guió. Després de l'inici de la fotografia principal a Sierra Nevada a finals de 1942, Ingrid Bergman va ser incorporada per substituir la ballarina Vera Zorina com a protagonista femenina, un canvi recolzat per Cooper i Hemingway. Les escenes d'amor entre Bergman i Cooper van ser «entusiasmades» i apassionades. Howard Barnes al New York Herald Tribune va escriure que tots dos actors actuaven amb «la veritable estatura i autoritat d'estrelles». Tot i que la pel·lícula distorsionava els temes polítics i el significat original de la novel·la, For Whom the Bell Tolls va ser un èxit de crítica i comercial i va rebre 10 nominacions als Oscars, incloses la millor pel·lícula i millor actor (la quarta per a Cooper).

### Activitats relacionades amb la II Guerra Mundial

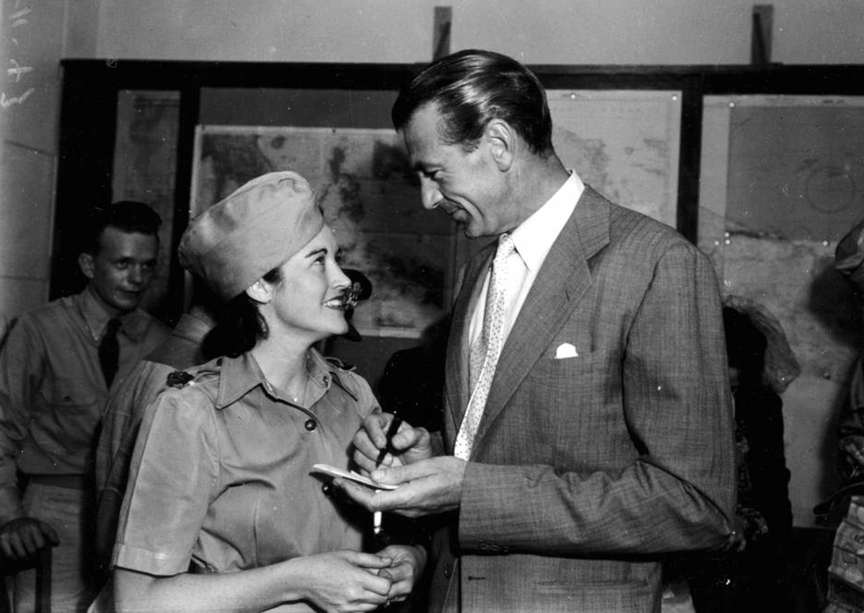
Cooper signant un autògraf per a una militar a Brisbane durant la seva gira pel sud-oest del Pacífic, novembre de 1943.

A causa de la seva edat i salut, Cooper no va servir a l'exèrcit durant la Segona Guerra Mundial, però com molts dels seus col·legues, es va involucrar en l'esforç de guerra entretingint les tropes. El juny de 1943, va visitar els hospitals militars de San Diego, i sovint apareixia a la Hollywood Canteen servint menjar als militars.
El 1944, amb els seus contractes Goldwyn i Paramount ja conclosos, Cooper va decidir mantenir-se independent i va formar la seva pròpia companyia de producció, International Pictures, amb Leo Spitz, William Goetz i Nunnally Johnson.

### Papers de maduresa
L'any 1947 va declarar davant del Comité d'Activitats Antiamericanes i, malgrat les seves tendències polítiques conservadores i anticomunistes, sembla que se les va arreglar per a no denunciar a ningú.

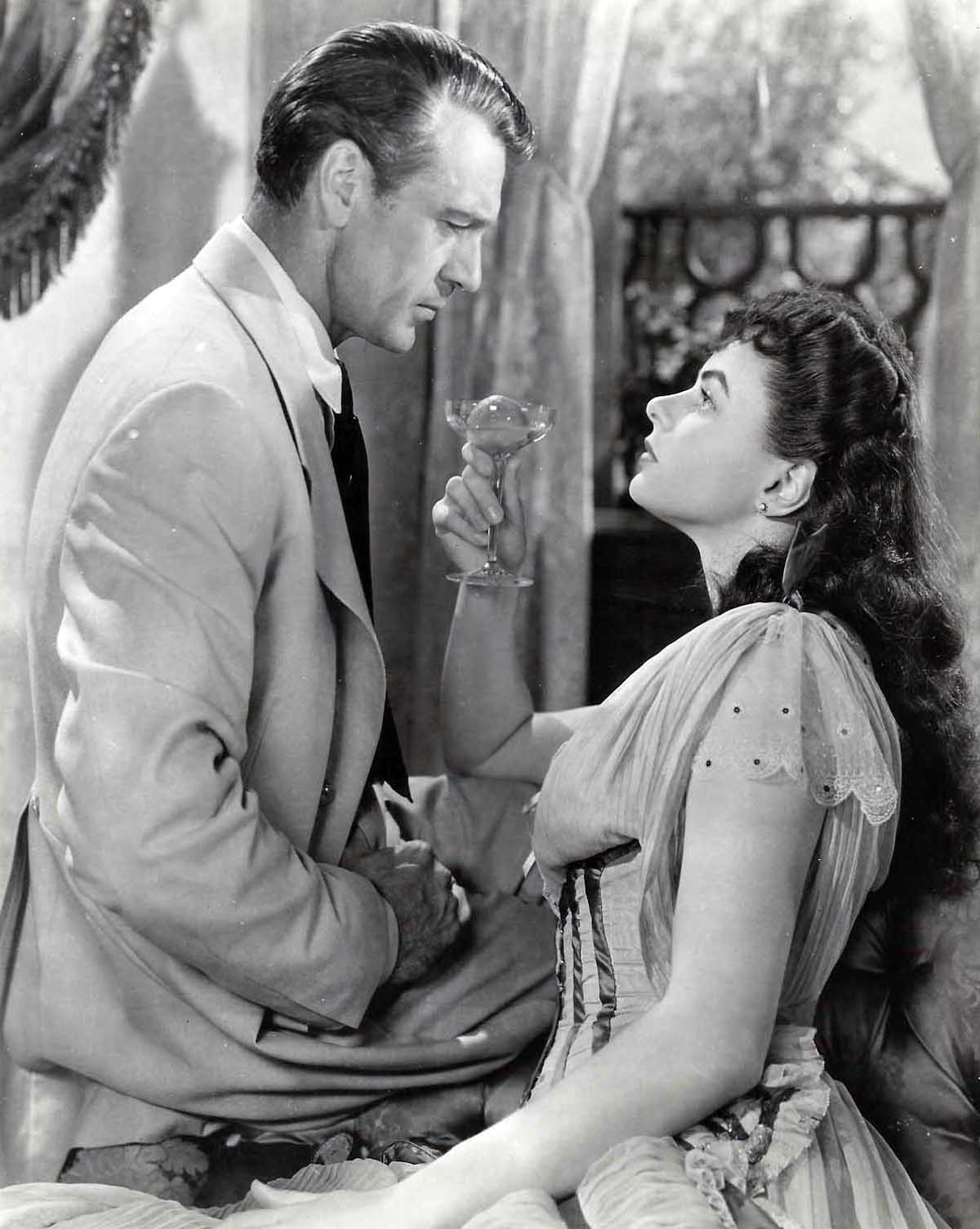
Cooper i Ingrid Bergman a Saratoga Trunk (1945).

La carrera de Cooper durant els anys de la postguerra va derivar en noves direccions a mesura que la societat nord-americana anava canviant. Tot i que encara interpretava papers heroics convencionals, les seves pel·lícules ara es basaven menys en el seu personatge heroic a la pantalla i més en històries noves i escenaris exòtics. El novembre de 1945, Cooper va aparèixer a El drama d'època del segle xix de Sam Wood Saratoga Trunk amb Ingrid Bergman, sobre un vaquer de Texas i la seva relació amb una bonica caçadora de fortunes. Filmada a principis de 1943, l'estrena de la pel·lícula es va retardar dos anys a causa de l'augment de la demanda de pel·lícules bèl·liques. Malgrat les males crítiques, Saratoga Trunk va anar bé a la taquilla i es va convertir en una de les pel·lícules amb millors ingressos de l'any per a Warner Bros. L'única pel·lícula de Cooper l'any 1946 va ser el thriller romàntic de Fritz Lang Cloak and Dagger, sobre un professor de física reclutat per l'Oficina de Serveis Estratègics durant els últims anys de la Segona Guerra Mundial per investigar el programa alemany de la bomba atòmica. Interpretant un paper vagament basat en el físic J. Robert Oppenheimer, Cooper estava inquiet amb el paper i incapaç de transmetre el «sentit interior» del personatge. La pel·lícula va rebre crítiques pobres i va ser un fracàs de taquilla. El 1947, Cooper va aparèixer a l'èpica pel·lícula d'aventures de Cecil B. DeMille Unconquered amb Paulette Goddard, sobre un milicià de Virgínia que defensa els colons contra un comerciant d'armes sense escrúpols i indis hostils a la frontera occidental durant el segle xviii. La pel·lícula va rebre crítiques diverses, però fins i tot el crític de DeMille de llarga data James Agee va reconèixer que la pel·lícula tenia «algun sabor autèntic de l'època». Aquesta última de les quatre pel·lícules fetes amb DeMille va ser la més lucrativa de Cooper, i va guanyar a l'actor més de 300.000 dòlars en sou i percentatge dels beneficis.

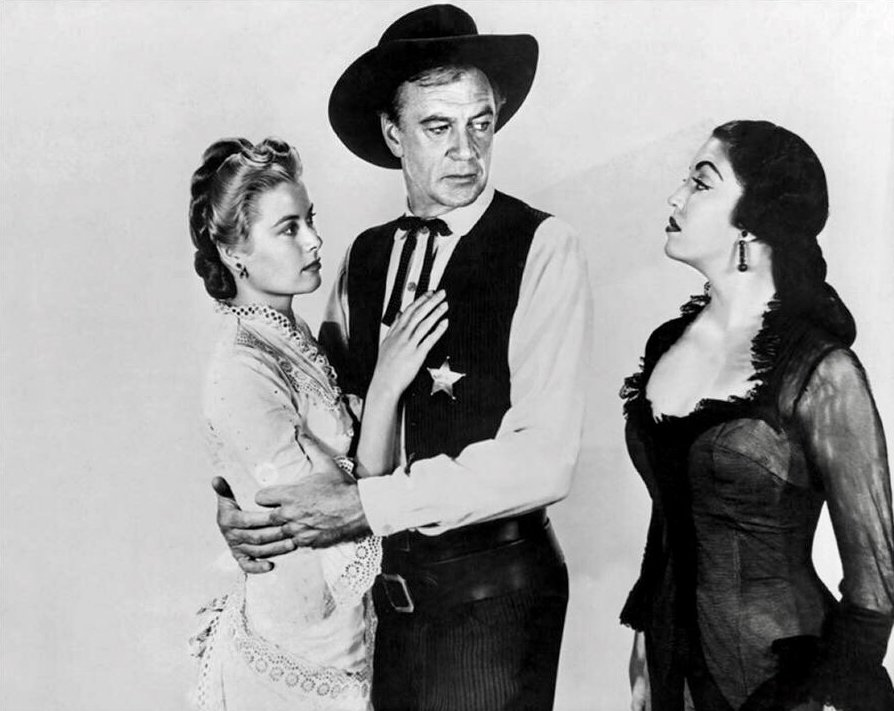
Imatge publicitària de Sol davant el perill (1952) amb Grace Kelly i Katy Jurado.

La pel·lícula més important de Cooper durant la postguerra va ser el drama de l'oest Sol davant el perill (1952), de Fred Zinnemann, amb Grace Kelly i Katy Jurado per a United Artists. A la pel·lícula, Cooper interpreta el xèrif que es retira Will Kane, que s'està preparant per marxar de la ciutat per la seva lluna de mel quan s'assabenta que un proscrit que va ajudar a detenir i els seus tres secuaces tornen a buscar la seva venjança. Incapaç d'aconseguir el suport dels espantats habitants del poble, i abandonat per la seva jove núvia, Kane es queda tot sol per enfrontar-se als proscrits. Durant el rodatge, Cooper tenia mala salut, amb un dolor considerable per úlceres d'estómac. El seu rostre devastat i la seva incomoditat en algunes escenes «com dubtant d'ell mateix», segons el biògraf Héctor Arce, van contribuir a l'eficàcia de la seva actuació. Considerat un dels primers westerns "adults" pel seu tema del coratge moral, Sol davant el perill va rebre crítiques entusiastes pel seu talent artístic, amb Time situant-la a l'alçada de Stagecoach i The Gunfighter. Bosley Crowther, a The New York Times, va escriure que Cooper estava «en el punt més alt de forma», i John McCarten, va escriure a The New Yorker que Cooper mai havia sigut més eficaç. La pel·lícula va guanyar 3,75 milions de dòlars als Estats Units i 18 millions de dòlars a tot el món. Seguint l'exemple del seu amic James Stewart, Cooper va acceptar un sou més baix a canvi d'un percentatge dels beneficis, i va acabar guanyant 600.000 dòlars. L'actuació discreta de Cooper va ser àmpliament elogiada, i li va valer el seu segon Oscar al millor actor.
Cooper va formar la seva pròpia companyia de producció, Baroda Productions, i va fer tres pel·lícules inusuals l'any 1959 sobre la redempció. Al drama de l'oest L'arbre del penjat de Delmer Daves, Cooper interpreta un metge fronterer que salva un criminal del linxament d'una multitud i després intenta explotar el seu sòrdid passat. Cooper va oferir una interpretació «poderosa i persuassiva» d'un home emocionalment marcat, la necessitat de dominar els altres del qual es veu transformada per l'amor i el sacrifici d'una dona. A l'aventura històrica Van arribar a Cordura de Robert Rossen amb Rita Hayworth, interpreta a un oficial de l'exèrcit que és trobat culpable de covardia i se li assigna la degradant tasca de recomanar als soldats per a la medalla d'honor durant l'expedició de Pancho Villa de 1916.
Tot i que Cooper va rebre crítiques positives, Variety i Films in Review van trobar que era massa vell per al paper. Al drama d'acció Misteri en el vaixell perdut de Michael Anderson, amb Charlton Heston, Cooper interpreta a un oficial de la marina mercant deshonrat que decideix quedar-se a bord del seu vaixell de càrrega que s'enfonsa per demostrar que el vaixell va ser enfonsat deliberadament i per redimir el seu bon nom.
Com les seves dues predecessores, la pel·lícula era físicament exigent. Cooper, que era un bussejador entrenat, va fer la major part de les seves pròpies escenes submarines. El biògraf Jeffrey Meyers va observar que en els tres papers Cooper va transmetre efectivament la sensació d'honor perdut i desig de redempció.

## Vida personal
Cooper va tenir nombroses aventures amb diverses actrius, entre les quals es troben Marlene Dietrich, Lupe Velez i Grace Kelly. L'any 1948 es va casar amb Veronica Balfe, amb qui va tenir una filla (Maria Cooper Janis), i de la qual no es va divorciar mai malgrat el fet de continuar tenint amants després del casament (especialment Patricia Neal, de qui va estar molt enamorat).
Va ser amic de Picasso i d'Ernest Hemingway, mantenint amb aquest darrer una relació molt pròxima que duraria fins a la mort. Hemingway descrivia així Gary Cooper al seu editor Maxwell Perkins: «Coop és un home bo: tan honest, correcte, amable i íntegre com sembla. Si s'inventés un personatge com en Coop, ningú s'ho podria creure, seria massa perfecte per a ésser veritat».
El 14 d'abril de 1960, Cooper va ser operat a l'Hospital General de Massachusetts de Boston per una forma agressiva de càncer de pròstata que havia fet metàstasi al còlon. Va tornar a emmalaltir el 31 de maig i es va sotmetre a una nova cirurgia a l'Hospital Lebanon de Los Angeles a principis de juny per extirpar un tumor maligne de l'intestí gros. Després de recuperar-se durant l'estiu, Cooper va portar la seva família de vacances al sud de França abans de viatjar al Regne Unit a la tardor per protagonitzar The Naked Edge. El desembre de 1960, va treballar al documental de televisió The Real West per a la NBC, que formava part de la sèrie Project 20 de l'empresa.
El 27 de desembre, la seva dona va saber pel seu metge de família que el càncer de Cooper s'havia estès als seus pulmons i ossos i era inoperable. La seva família va decidir no dir-li-ho immediatament. El 27 de febrer, després de tornar a Los Angeles, Cooper va saber que s'estava morint. Més tard va dir a la seva família: «Pregarem per un miracle; però si no es produeix, i això és la voluntat de Déu, també està bé.» El 17 d'abril, Cooper va veure la cerimònia dels Premis de l'Acadèmia per televisió i va veure que el seu bon amic James Stewart, que havia lliurat a Cooper el seu primer Oscar anys abans, acceptava en nom de Cooper un premi honorífic per a tota la vida, el seu tercer Oscar.
Va rebre els últims ritus catòlics el divendres 12 de maig, i va morir tranquil·lament l'endemà. El 18 de maig es va celebrar un rèquiem a l'Església del Bon Pastor, al qual van assistir molts dels amics de Cooper, inclosos James Stewart, Jack Benny, Henry Hathaway, Joel McCrea, Audrey Hepburn, Jack L. Warner, John Ford, John Wayne, Edward G. Robinson, Frank Sinatra, Dean Martin, Fred Astaire, Randolph Scott, Walter Pidgeon, Bob Hope i Marlene Dietrich. Cooper va ser enterrat a la Gruta del nostre Lady of Lourdes al Holy Cross Cemetery a Culver City, Califòrnia. El maig de 1974, després que la seva família es traslladés a Nova York, les restes de Cooper van ser exhumades i re-enterrades a la Basilica of the Sacred Hearts of Jesus and Mary (Southampton, Nova York). La seva tomba està marcada per una roca de tres tones d'una pedrera de Montauk.

### Anècdotes
- Com que patia d'una úlcera, no va poder presentar-se a la cerimònia dels Oscars per a rebre el seu segon premi pel film Sol davant el perill. Va demanar que ho fes John Wayne, cosa un pèl irònica perquè se sap que aquest havia manifestat la seva aversió per la pel·lícula.[25]
- Tampoc no va poder recollir l'Oscar honorífic que se li atorgà el 1961, aquest cop a causa del càncer de la pròstata que patia, i va ser el seu amic James Stewart qui el va agafar en nom seu.
- El 1966, se li va fer un lloc a la "Sala de Personatges Famosos de l'Oest" en el Museu Nacional del "Cowboy & Western Heritage" a Oklahoma City, Oklahoma.
- Durant una entrevista a "The Adam Carolla Show", el 2007, Morgan Freeman va dir que li van venir ganes de ser un actor tot veient Gary Cooper quan era infant.

## Estil d'actuació i reputació
L'estil d'actuació de Cooper constava de tres característiques essencials: la seva capacitat per projectar elements de la seva pròpia personalitat sobre els personatges que interpretava, semblar natural i autèntic en els seus papers, i minimitzar i oferir actuacions moderades calibrades per a la càmera i la pantalla. El professor d'actuació Lee Strasberg va observar una vegada: «Els exemples més simples de les idees de Stanislavsky són actors com Gary Cooper, John Wayne i Spencer Tracy. Intenten no actuar, sinó ser ells mateixos, per respondre o reaccionar. Es neguen a dir o fer qualsevol cosa que senten que no estan en consonància amb els seus propis caràcters.» El director de cinema François Truffaut va classificar Cooper entre «els millors actors» per la seva capacitat per oferir grans interpretacions «sense direcció». Aquesta capacitat de projectar elements de la seva pròpia personalitat als seus personatges van produir una continuïtat en les seves actuacions fins al punt que la crítica i el públic estaven convençuts que simplement s'estava «interpretant a ell mateix».
La capacitat de Cooper per projectar la seva personalitat als seus personatges va tenir un paper important en el seu aspecte natural i autèntic a la pantalla. L'actor John Barrymore va dir de Cooper: «Aquest home és l'actor més gran del món. Fa sense esforç el que la resta de nosaltres ens passem la vida intentant aprendre – és a dir, a ser naturals.» Charles Laughton, que va interpretar al costat de Cooper a Devil and the Deep, va estar d'acord: «En veritat, aquest noi no té la menor idea del bé que actua... Ho fa des de dins, des de la seva pròpia manera clara de veure la vida.» William Wyler, que va dirigir Cooper en dues pel·lícules, el va anomenar un «excel·lent actor, un mestre de la interpretació cinematogràfica».
L'estil de Cooper d'enterrar davant la càmera va sorprendre molts dels seus directors i companys actors. Fins i tot en els seus primers llargmetratges, van reconèixer la capacitat de la càmera per captar petits gestos i moviments facials. Comentant l'actuació de Cooper a Sergent York, el director Howard Hawks va observar: «Va treballar molt dur i, tanmateix, semblava que no treballés.» Sam Wood, que va dirigir Cooper en quatre pel·lícules, sobre l'actuació de Cooper a Pride of the Yankees, va assenyalar: «El que vaig pensar que estava subratllant va resultar ser l'enfocament correcte. A la pantalla és perfecte, però al plató juraria que és la pitjor feina d'actuar en la història del cinema.»
Els seus companys van admirar les seves habilitats com a actor. Comentant les seves dues pel·lícules al costat de Cooper, l'actriu Ingrid Bergman va concloure: «La personalitat d'aquest home era tan enorme, tan aclaparadora i aquella expressió dels seus ulls i de la seva cara, era tan delicada i tan subestimada. No te n'adonaves fins que ho veies a la pantalla. Em semblava meravellós; l'actor més discret i més natural amb què he treballat mai.»

## Filmografia

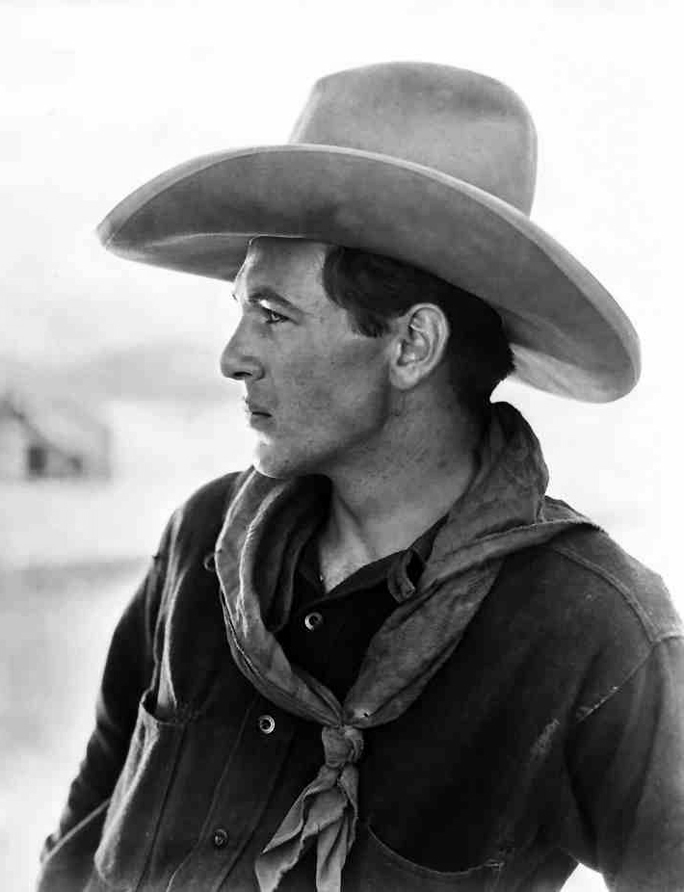
Cooper a The Winning of Barbara Worth (1926).

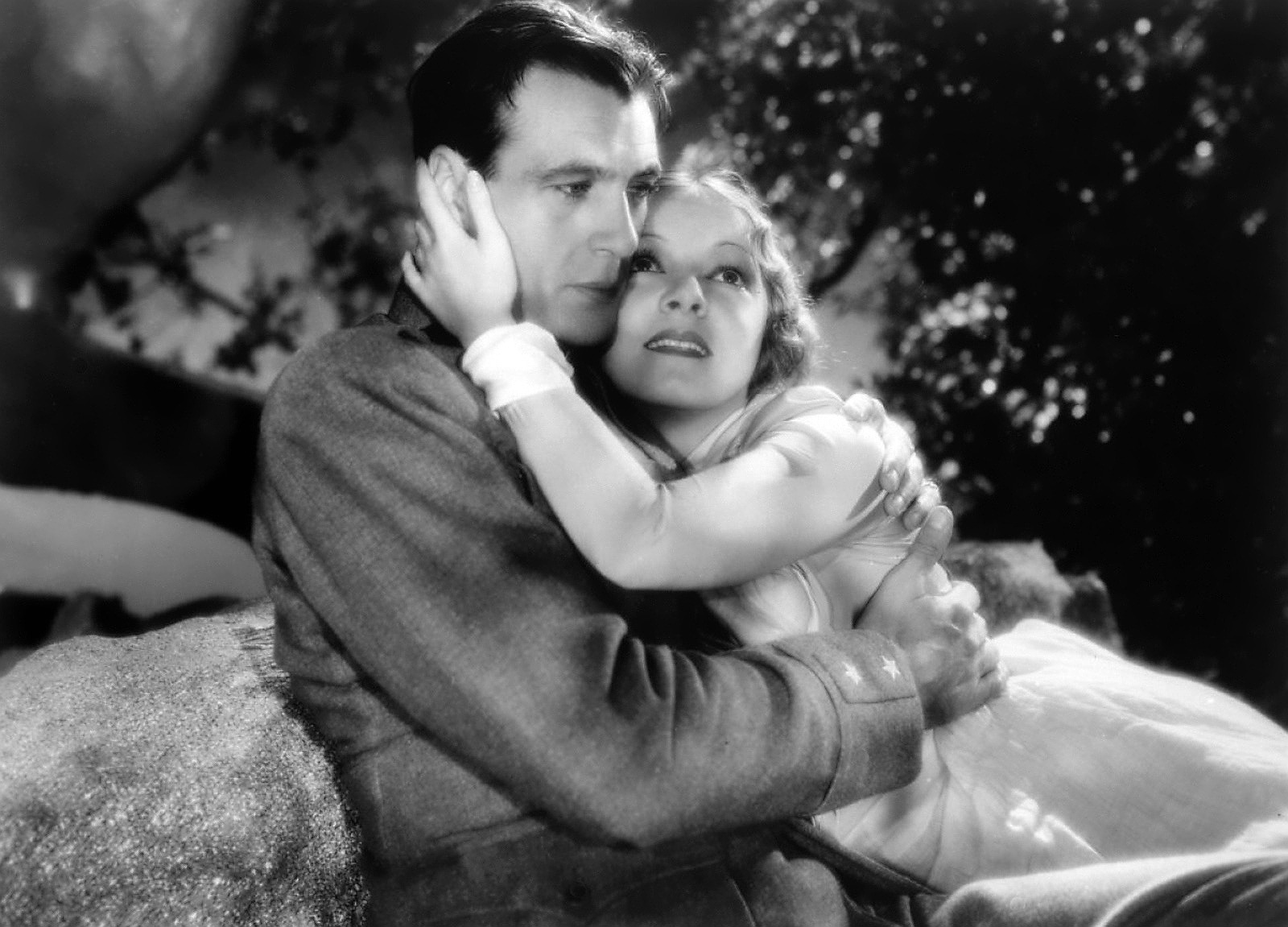
Cooper i Helen Hayes a Adéu a les armes (1932).

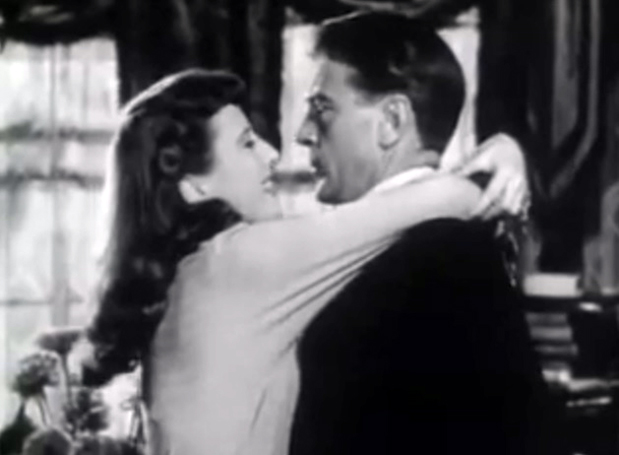
Amb Barbara Stanwyck a Bola de foc (1941).

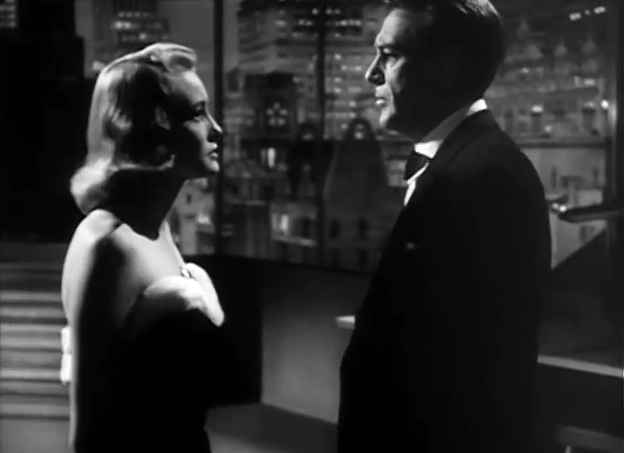
Amb Patricia Neal a The Fountainhead (1949).

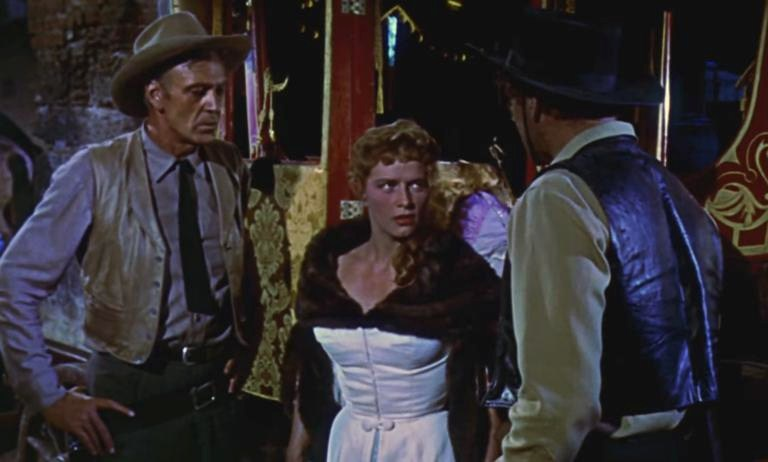
Amb Denise Darcel i Burt Lancaster (d'esquenes) a Veracruz (1954).

- 1926: The Winning of Barbara Worth de Henry King
- 1927: Wings de William A. Wellman
- 1927: Children of Divorce de Frank Lloyd
- 1928: Lilac Time de George Fitzmaurice
- 1929: El virginià (The Virginian) de Victor Fleming
- 1929: The Wolf Song
- 1930: The Spoilers d'Edwin Carewe
- 1930: Paramount on Parade d'Ernst Lubitsch, Edmund Goulding, Frank Tuttle, etc.
- 1930: Morocco de Josef von Sternberg
- 1931: City Streets de Rouben Mamoulian
- 1932: Devil and the deep de Marion Gering
- 1932: If I Had a Million d'Ernst Lubitsch i Norman Z. McLeod
- 1932: Adéu a les armes (A Farewell to Arms) de Frank Borzage
- 1933: Today We Live de Howard Hawks
- 1933: Design for Living d'Ernst Lubitsch
- 1933: Alice in Wonderland de Norman Z. McLeod
- 1935: The Lives of a Bengal Lancer de Henry Hathaway
- 1935: The Wedding Night de King Vidor
- 1935: Somni d'amor etern (Peter Ibbetson) de Henry Hathaway
- 1936: Desire de Frank Borzage
- 1936: Mr. Deeds Goes To Town de Frank Capra
- 1937: Souls At Sea de Henry Hathaway
- 1938: Blue Beard's Eighth Wife d'Ernst Lubitsch
- 1938: Les aventures de Marco Polo (The Adventures of Marco Polo) d'Archie Mayo
- 1938: The Cow-boy and the Lady de H.C. Potter
- 1939: Beau Geste de William A. Wellman
- 1939: La jungla en armes (The Real Glory) de Henry Hathaway
- 1940: El foraster (The Westerner) de William Wyler
- 1940: North West Mounted Police de Cecil B. DeMille
- 1941: L'home del carrer (Meet John Doe) de Frank Capra
- 1941: El sergent York (Sergeant York) de Howard Hawks
- 1941: Bola de foc (Ball of Fire) de Howard Hawks
- 1942: L'orgull dels ianquis (The Pride of the Yankees) de Sam Wood
- 1943: For Whom The Bell Tolls de Sam Wood
- 1944: Casanova Brown de Sam Wood
- 1944: The Story of Dr. Wassell de Cecil B. DeMille
- 1946: Saratoga Trunk de Sam Wood
- 1946: Cloak and Dagger de Fritz Lang
- 1947: Unconquered de Cecil B. DeMille
- 1949: The Fountainhead de King Vidor
- 1949: Task Force de Delmer Daves
- 1949: Bright Leaf de Michael Curtiz
- 1950: Dallas, ciutat fronterera (Dallas) de Stuart Heisler
- 1951: Distant Drums de Raoul Walsh
- 1952: Sol davant el perill (High Noon) de Fred Zinnemann
- 1952: L'honor del comandant Lex (Springfield Rifle) d'André De Toth
- 1953: Retorn al paradís (Return to Paradise) de Mark Robson
- 1953: Blowing Wild de Hugo Fregonese
- 1954: Garden of Evil de Henry Hathaway
- 1954: Veracruz de Robert Aldrich, amb Sarita Montiel
- 1955: The Court Martial of Billy Mitchell d'Otto Preminger
- 1956: La gran prova (Friendly Persuasion) de William Wyler
- 1957: Love in the Afternoon de Billy Wilder
- 1958: Man of the West d'Anthony Mann
- 1958: Ten North Frederick de Philip Dunne
- 1959: L'arbre del penjat (The Hanging Tree) de Delmer Daves
- 1959: Misteri en el vaixell perdut (The Wreck of the Mary Deare) de Michael Anderson
- 1959: Van arribar a Cordura (They Came To Cordura) de Robert Rossen
- 1961: The Naked Edge de Michael Anderson

## Premis i nominacions
| Any  | Premi                              | Categoria                      | Pel·lícula              | Resultat  | Ref     |
| ---- | ---------------------------------- | ------------------------------ | ----------------------- | --------- | ------- |
| 1937 | Oscar                              | Millor actor                   | Mr. Deeds Goes to Town  | Nominat   | [ 173 ] |
| 1937 | Premi New York Film Critics Circle | Millor actor                   | Mr. Deeds Goes to Town  | Nominat   | [ 174 ] |
| 1941 | Premi New York Film Critics Circle | Millor actor                   | El sergent York         | Guanyador | [ 175 ] |
| 1942 | Oscar                              | Millor actor                   | El sergent York         | Guanyador | [ 176 ] |
| 1943 | Oscar                              | Millor actor                   | L'orgull dels ianquis   | Nominat   | [ 108 ] |
| 1944 | Oscar                              | Millor actor                   | For Whom the Bell Tolls | Nominat   | [ 177 ] |
| 1945 | Premi New York Film Critics Circle | Millor actor                   | El cavaller de l'oest   | Nominat   | [ 175 ] |
| 1952 | Premi Photoplay                    | Estrella masculina més popular | Sol davant el perill    | Guanyador | [ 175 ] |
| 1953 | Oscar                              | Millor actor                   | Sol davant el perill    | Guanyador | [ 178 ] |
| 1953 | Globus d'Or                        | Millor actor dramàtic          | Sol davant el perill    | Guanyador | [ 175 ] |
| 1953 | Premi New York Film Critics Circle | Millor actor                   | Sol davant el perill    | Nominat   | [ 175 ] |
| 1957 | Globus d'Or                        | Millor actor                   | La gran prova           | Nominat   | [ 175 ] |
| 1957 | Premi New York Film Critics Circle | Millor actor dramàtic          | La gran prova           | Nominat   | [ 175 ] |
| 1959 | Premis Laurel                      | Millor actuació d'acció        | L'arbre del penjat      | Guanyador | [ 179 ] |
| 1960 | Premis Laurel                      | Millor actuació d'acció        | Van arribar a Cordura   | Guanyador | [ 179 ] |
| 1961 | Oscar                              | Oscar honorífic                |                         | Guanyador | [ 180 ] |